# Buena Vista 2.ª Sección
Buena Vista 2.ª Sección es una localidad del municipio de Centro ubicado en la subregión centro del estado mexicano de Tabasco. Esta localidad formaba parte de Buena Vista 1.ª Sección hasta que fue desconurbada en 2010.

## Geografía
La localidad de Buena Vista 2.ª Sección se sitúa en las coordenadas geográficas 18°09′23″N 92°45′02″O / 18.156389, -92.750556, a una elevación de 9 metros sobre el nivel del mar.

## Demografía
Según el Conteo de Población y Vivienda 2020, efectuado por el Instituto Nacional de Estadística y Geografía, la localidad de Buena Vista 2.ª Sección tiene 2,540 habitantes, de los cuales 1,266 son del sexo masculino y 1,274 del sexo femenino. Su tasa de fecundidad es de 2.27 hijos por mujer y tiene 554 viviendas particulares habitadas.
| Gráfica de evolución demográfica de Buena Vista 2.ª Sección entre 1970 y 2020 |
|                                                                               |
| INEGI.                                                                        |